# Межник (приток Кеби)
Межник — река (ручей) в России, протекает по территории Струго-Красненского района Псковской области. Устье реки находится в 61 км по правому берегу реки Кеби на высоте 65 м над уровнем моря. Длина реки — 11 км. В реку впадают притоки — Чёрный, Барский, Вязовый.

## Данные водного реестра
По данным государственного водного реестра России относится к Балтийскому бассейновому округу, водохозяйственный участок реки — Великая. Относится к речному бассейну реки Нарва (российская часть бассейна).
Код объекта в государственном водном реестре — 01030000212102000029393.